# Iuri Gomes
Iuri Queli Tomás Medeiros Almeida Gomes (sinh ngày 11 tháng 10 năm 1996) là một cầu thủ bóng đá người Bồ Đào Nha gốc Angola thi đấu cho Montalegre, ở vị trí tiền đạo.

## Sự nghiệp bóng đá
Vào ngày 21 tháng 1 năm 2015, Gomes có màn ra mắt cho Rio Ave trong trận đấu tại Cúp Liên đoàn bóng đá Bồ Đào Nha 2014–15 trước Académica.

## Cá nhân
Anh là cháu trai của Gil. Con trai của Gil và anh họ của Iuri là Angel Gomes đang ở trong hệ thống trẻ của Manchester United.